# Edel García
Edel García Baños (* 1961) ist ein ehemaliger kubanischer Radrennfahrer und nationaler Meister im Radsport.

## Sportliche Laufbahn
García gewann 1983 in der Internationalen Friedensfahrt eine Etappe, es war der zweite Tageserfolg für einen Radrennfahrer aus Kuba in diesem Etappenrennen. Die Rundfahrt beendete er auf dem 38. Rang. In jener Saison gewann er auch einen Tagesabschnitt im Giro delle Regione. Bei seinen sechs Starts in der Kuba-Rundfahrt wurde er 1989 beim Sieg von Eduardo Alonso Vierter, 1988 kam er auf den 6. Rang.
Er war auch im Bahnradsport erfolgreich. Zweimal gewann er den Titel im Punktefahren.